# Fortuna de Minas
Fortuna de Minas är en kommun i Brasilien.   Den ligger i delstaten Minas Gerais, i den sydöstra delen av landet, 600 km sydost om huvudstaden Brasília. Antalet invånare är 2 701.
Omgivningarna runt Fortuna de Minas är huvudsakligen savann. Runt Fortuna de Minas är det glesbefolkat, med 20 invånare per kvadratkilometer.